# Йозеф Клоймштайн
Йозеф Клоймштайн (нім. Josef Kloimstein, 1 листопада 1929 — 15 листопада 2012) — австрійський академічний веслувальник.
Срібний призер Олімпійських Ігор 1960 року в складі розпашної двійки без стернового, бронзовий призер 1956 року в складі розпашної двійки без стернового, учасник 1964 року.
Срібний призер Чемпіонату Європи 1956, 1957 років у складі розпашної двійки без стернового, бронзовий призер 1956 (розпашні двійки зі стерновим), 1959 (розпашні двійки без стернового) років.